# Бар (единица измерения)
Бар (русское обозначение: бар; международное: bar; от греч. βάρος — тяжесть) — внесистемная единица измерения давления, примерно равная одной атмосфере. Один бар равен 105 Па или 106 дин/см² (в системе СГС).
В Российской Федерации бар допущен к использованию в качестве внесистемной единицы без ограничения срока с областью применения «промышленность». Международная организация законодательной метрологии (МОЗМ) в своих рекомендациях относит бар к единицам измерения, «которые могут временно применяться до даты, установленной национальными предписаниями, но которые не должны вводиться, если они не используются».
Ранее баром называлась единица давления системы СГС, равная 1 дин/см2. Эту единицу также называли бария или барий. В настоящее время бария продолжает оставаться единицей давления в системе СГС, она равна 1 дин/см² = 10−6 бар = 0,1 Па.
|               | Паскаль (Pa, Па) | Бар (bar, бар) | Техническая атмосфера (at, ат) | Физическая атмосфера (atm, атм) | Миллиметр ртутного столба (мм рт. ст., mm Hg, Torr, торр) | Миллиметр водяного столба (мм вод. ст., mm H2O) | Фунт-сила на квадратный дюйм (psi) |
| 1 Па          | 1                | 10−5           | 1,01972⋅10−5                   | 9,8692⋅10−6                     | 7,5006⋅10−3                                               | 0,101972                                        | 1,4504⋅10−4                        |
| 1 бар         | 105              | 1              | 1,01972                        | 0,98692                         | 750,06                                                    | 10197,2                                         | 14,504                             |
| 1 ат          | 98066,5          | 0,980665       | 1                              | 0,96784                         | 735,56                                                    | 104                                             | 14,223                             |
| 1 атм         | 101325           | 1,01325        | 1,03323                        | 1                               | 760                                                       | 10332,3                                         | 14,696                             |
| 1 мм рт. ст.  | 133,322          | 1,3332⋅10−3    | 1,3595⋅10−3                    | 1,3158⋅10−3                     | 1                                                         | 13,595                                          | 0,019337                           |
| 1 мм вод. ст. | 9,80665          | 9,80665⋅10−5   | 10-4                           | 9,6784⋅10-5                     | 0,073556                                                  | 1                                               | 1,4223⋅10-3                        |
| 1 psi         | 6894,76          | 0,068948       | 0,070307                       | 0,068046                        | 51,715                                                    | 703,07                                          | 1                                  |

- В метеорологии для измерения атмосферного давления часто применяется единица миллибар (мбар), равная 0,001 бар, или 10³ дин/см² (точно), или 0,986923⋅10−3 атм (атмосфер физических).
- Для измерения атмосферного давления на планетах с сильно разреженной атмосферой применяется микроба́р (мкбар), равный 10−6 бар.
- 1 техническая атмосфера = 1 кгс/см² (килограмм-сила на сантиметр квадратный)
- Приблизительно: 1 бар ≈ 1 атм ≈ 1 ат ≈ 1 кгс/см² ≈ 14,5 psi